# Ludwig Quidde
Ludwig Quidde, nemški pacifist in politik, nobelovec, * 23. marec 1858, Bremen, Nemčija, 4. marec 1941, Ženeva, Švica. 

## Življenje
Quidde je rojen v bogato meščansko družino v severnonemškem mestu Bremen. Že mlad je družbeno aktiven, bere zgodovino in je član nemškega mirovnega društva. Že mlad je tudi nasprotoval Bismarckovi politiki. Leta 1881 doktorira v univerzi v Göttingenu. Leta 1894 Quidde objavi 17 strani dolg pamflet zgodovinske narave o rimskem cesarju Kaliguli (Kaligula: Študija o imperialni norosti). Podrobni in utemeljeni zgodovinopisni pamflet o rimskem cesarju je pomembno implicitno namigoval na vzporednice z nemškim cesarjem Wilhelmom II., ki ga je tako obtožil megalomanije. Quidde je vztrajal, da je pamflet objavljen pod njegovim lastnim imenom. Ko je v reviji nekdo pokazal na tedaj ne še očitne vzporednice vidne s pamfleta, je to pomenilo konec akademske kariere zgodovinarja. Po slabšalnih opombah glede novih medaljv čast Willhelmu I. Nemškem (cesarju od 1871 - 1888) je bil kazensko obravnavan in obsojen na trimesečno zaporno kazen.
Po koncu prve svetovne vojne je Quidde, kot večina Nemcev, glasno nasprotoval Versajski mirovni pogodbi, a predvsem v podporo predsedniku Wilsonu, da tako ostri pogoji in visoke reparacije pomenijo lahko le odlog do nove vojne.
Ponižan, raztrgan in krvav Nemški narod, obsojen na gospodarsko revščino, bi bil stalna nevarnost za svetovni mir. Nemški narod, katerega neodtuljive pravice in eksistenčni pogoji so zaščiteni, bi bil močan steber za isti svetovni mir.
Kdor je danes na oblasti, misli naj preko današnjega dne in nad premisli prihodnost človeštva. Odgovornost je ogromna. Nekaj res novega se lahko zdaj uredi za blagoslov vseh ljudi. Kratkovidna zloraba današnje moči lahko pokvari vse.
("Razglas nemškega mirovnega društva", November 15, 1918, poavtor tudi Quidde)
Ko je Hitler prišel na oblast leta 1933, je Quidde ubežal v Švico, kjer je v Ženevi prebil umirjeno življenje do konca svojih dni. MIrovni optimizem je ohranjal ves čas, prepričan, da sodobna tehnologija vodi v preprečevanje vojn.
Ludwig Quidde je umrl v Švici leta 1941 pri 82.letih.